# Blood and Concrete
Pour plus de détails, voir Fiche technique et Distribution.
Blood and Concrete est une comédie romantique américaine réalisée par Jeffrey Reiner et sortie en 1991.

## Synopsis
Un voleur de voiture et une punk rocker tombent amoureux tandis qu'ils sont liés à une histoire de morts attribuées à un aphrodisiaque.

## Fiche technique
- Titre original : Blood and Concrete
- Réalisation : Jeffrey Reiner
- Scénario : Richard LaBrie et Jeffrey Reiner
- Photographie : Declan Quinn
- Montage : Richard LaBrie et Jeffrey Reiner
- Musique : Vinny Golia
- Costumes : Jan Rowton
- Décors : Robert Stover
- Producteur : Richard LaBrie
  - Producteur délégué : Paul Colichman, Harold Welb et Miles A. Copeland III
  - Producteur exécutif : Michael Bennett
- Sociétés de production : IRS Media
- Sociétés de distribution : IRS Media
- Pays d'origine :  États-Unis
- Langue originale : anglais
- Format : couleur
- Genre : Comédie romantique
- Durée : 99 minutes
- Dates de sortie :
  - États-Unis :
    - janvier 1991 (Festival international du film de Palm Springs)
    - 13 septembre 1991 (en salles)

## Distribution
- Billy Zane : Joey Turks
- Jennifer Beals : Mona
- Darren McGavin : Hank Dick
- James LeGros : Lance
- Mark Pellegrino : Bart
- Nicholas Worth : Spuntz
- Harry Shearer : Sammy Rhodes
- Steve Freedman : Lounge Lizard
- Ellen Albertini Dow : la vieille dame